# Kondor (ort i Iran)
Kondor (persiska: کندر) är en ort i Iran.   Den ligger i provinsen Khorasan, i den nordöstra delen av landet, 600 km öster om huvudstaden Teheran. Kondor ligger 986 meter över havet och antalet invånare är 5 700.
Terrängen runt Kondor är platt.Runt Kondor är det glesbefolkat, med 19 invånare per kvadratkilometer. Närmaste större samhälle är Khalīlābād, 13,0 km öster om Kondor. Trakten runt Kondor är ofruktbar med lite eller ingen växtlighet.